# Sigrid Marquardt
Sigrid Marquardt, verheiratet auch Sigrid Marquardt-Reichert (* 10. November 1924 in Schlesien; † 30. August 2016 in Baden, Niederösterreich), war eine Schauspielerin und Ensemblemitglied des Wiener Burgtheaters.

## Leben
Sigrid Marquardt besuchte zunächst das Gymnasium. Im Alter von 19 Jahren heiratete sie zum ersten Mal, gegen Ende des Zweiten Weltkrieges musste sie 1945 als schwangere Frau aus ihrer Heimat Schlesien flüchten. Nach der Geburt ihres Sohnes war sie unter anderem als Deutschlehrerin für Soldatenfrauen tätig. Ihr erstes Engagement hatte sie in einem Einzimmer-Theater in Bayern, wo bunte Abende für Soldaten gegeben wurden.
1955 kam sie ans Wiener Burgtheater, wo sie als India in Einladung ins Schloß von Jean Anouilh debütierte und bis 1986 in rund 40 Rollen zu sehen war, unter anderem als Celia Peachum in der Dreigroschenoper von Bertolt Brecht und als Hippolyta im Sommernachtstraum von William Shakespeare. Neben dem Burgtheater war sie auch am Theater in der Josefstadt engagiert. Mit dem Ensemble der Josefstadt war sie auf Südamerika-Tournee und in New York, mit dem Burgtheater in Japan. Bei den Salzburger Festspielen übernahm sie 1960 die Rolle der Buhlschaft im Jedermann.
Marquardt starb in der Nacht auf den 30. August 2016 im Alter von 91 Jahren im Hilde-Wagener-Künstlerheim in Baden bei Wien. Sie war mit dem Schauspieler, Regisseur und Theaterintendanten Franz Reichert verheiratet.
Beim Deutschen Filmpreis 2017 wurde sie posthum für die beste weibliche Nebenrolle in Die Blumen von gestern nominiert, beim Deutschen Schauspielpreis 2017 wurde sie für diese Rolle in der Kategorie Starker Auftritt ausgezeichnet.

## Filmografie
- 1955: Ein Phönix zuviel (Fernsehfilm)
- 1958: Gefährdete Mädchen
- 1958: Juchten und Lavendel (Fernsehfilm)
- 1958: Heinrich IV. (Fernsehfilm)
- 1959: Mikosch im Geheimdienst
- 1959: Geliebte Bestie
- 1960: Claudia (Fernsehfilm)
- 1961: Spiel um Job (Fernsehfilm)
- 1963: Mario (Fernsehserie, Folge: Monika hat Glück)
- 1964: König Cymbelin (Fernsehfilm)
- 1966: Caroline (Fernsehfilm)
- 1977: Die verzauberten Brüder (Fernsehfilm)
- 1982: Es fing ein Knab’ ein Vögelein (Fernsehfilm)
- 1987: Das rauhe Leben (Fernsehfilm)
- 2001: Die Gottesanbeterin
- 2007: SOKO Kitzbühel (Episode: Was geschah mit Vera Z.)
- 2016: Die Blumen von gestern